# 洛斯海提斯國家公園
19°02′38″N 69°35′34″W / 19.043945°N 69.592896°W

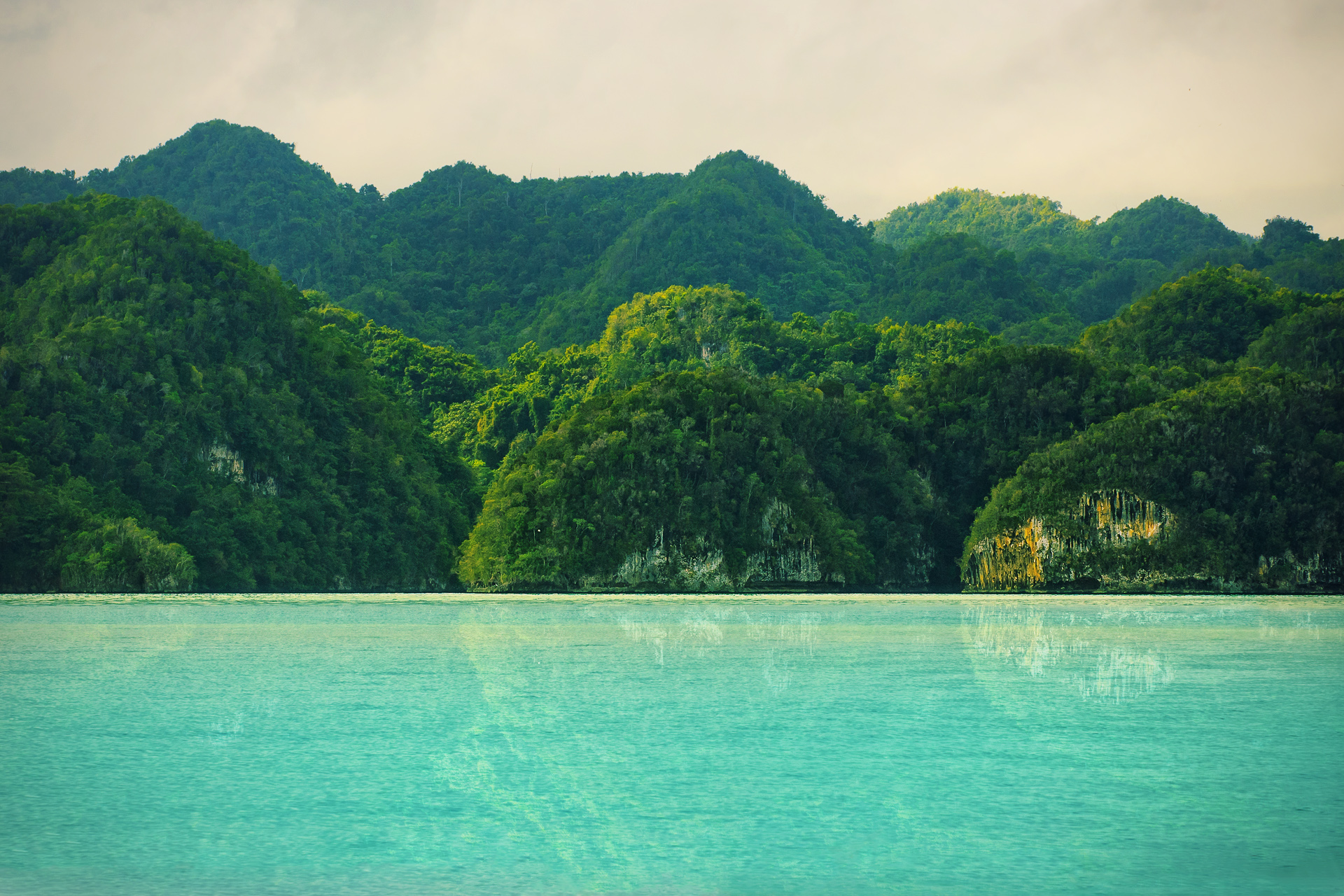

洛斯海提斯國家公園是多明尼加共和國的國家公園，位於該國東北部，面積826平方公里，始建於1976年6月3日，地質在中新世的新近紀時期形成。